# 池田辰巳
池田 辰巳（いけだ たつみ、1908年3月30日 - 1969年7月10日）は、長崎県長崎市出身の実業家・政治家。自由民主党所属。長崎県議会議員（4期、1958年～1969年）、長崎県議会議長（1969年）。長崎県議会議長在職中に刺殺された。

## 経歴

### 実業家として
1908年（明治41年）3月30日、長崎県長崎市大黒町に生まれた。学歴こそ低いが、度胸や行動力のある人物だったとされる。
温泉街である南高来郡小浜町（現・雲仙市）で、遊廓、旅館、映画館の小浜映劇などを経営した。

### 長崎県議会議員
1958年（昭和33年）3月、馬渡謙蔵の死去に伴う補欠選挙によって長崎県議会議員に初当選し、1961年（昭和36年）には自由民主党長崎県連幹事長に就任した。1959年（昭和34年）4月には2選、1963年（昭和38年）4月には3選、1967年（昭和42年）4月には4選を果たしているが、いずれも上位当選だった。
1969年（昭和44年）2月27日には長崎県議会議長に就任した。副議長を務めた八木豊とは不仲だったとされ、議長就任時には自民党長崎県連主流派が池田を、反主流派が八木を担いで反目した。1969年（昭和44年）7月10日には長崎市で九州県議長会が開催されたが、丸山町の料亭花月での懇親会に出席した後、徒歩で別宅に向かう途中に暴漢に刺殺された。

### 刺殺事件後
池田も八木も暴力団と関わりがあったとされ、刺殺事件後にはヤクザ政治に対する批判が高まった。この事件を契機として、1970年（昭和45年）3月には長崎県警察捜査第二課に知能暴力特捜班が設置された。1958年（昭和33年）に長崎県知事に就任した佐藤勝也は4選を目指していたが、長崎県政と暴力団とのかかわりが明るみとなって批判され、1970年（昭和45年）の長崎県知事選挙では同じ自民党の久保勘一に敗れた。
長男の池田辰善は長崎大学薬学部を卒業し、小浜町で池田薬店を経営していた。1984年（昭和59年）、刺殺事件の公訴時効が成立した。